# Autolinee Regionali Pubbliche Abruzzesi
L'ARPA, acronimo di Autolinee Regionali Pubbliche Abruzzesi, è stata una società per azioni con sede legale a Chieti, che ha gestito il trasporto pubblico suburbano ed interurbano dell'Abruzzo ed altre linee che giungono nelle regioni limitrofe.

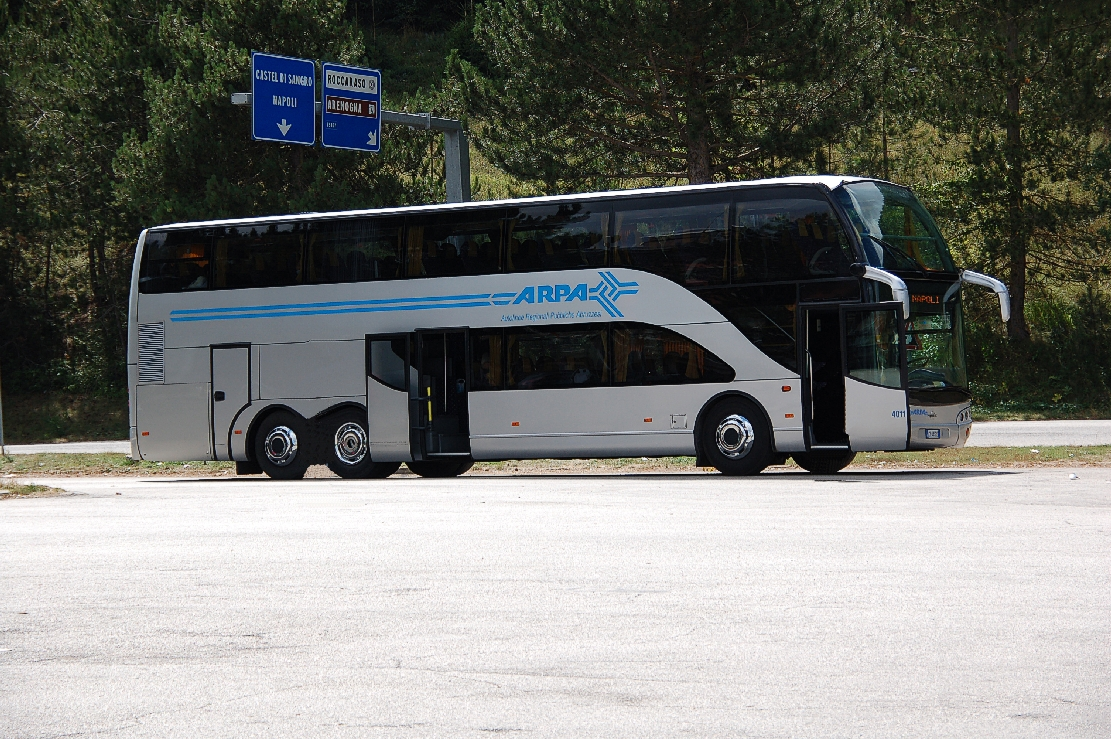
MAN Ayats Bravo n. 4013 in sosta a Roccaraso

## Storia
Fino al 1978, 65 imprese di trasporto, pubbliche e private, gestivano circa 300 autolinee gravitanti in gran parte nella Regione Abruzzo. Nel contesto di un generale riordino del Trasporto pubblico locale esse furono assorbite dalla neo costituita ARPA il 1º giugno 1978. Questo nuovo assetto divenne operativo solo all'inizio del 1979.
L'avvio per l'unificazione dell'operatore era partito dalla Legge Regionale d'Abruzzo n. 52/78, seguendo orientativamente quello che era avvenuto nel Lazio nel 1976, quando era nata l'ACOTRAL.
Nel 2015 è stata accorpata nella nuova società TUA - Società Unica Abruzzese di Trasporto.

## Descrizione
L'ARPA era una società per azioni operante nel settore della mobilità, a struttura privatistica, con capitale sociale interamente pubblico, spettante quasi totalmente alla Regione Abruzzo (95,4%) e la rimanente parte agli Enti Locali (4,6%). Il Gruppo controllava anche un altro vettore che opera nel vastese, Cerella s.r. - L'esercizio 2007 si è chiuso in utile per 1824631 €, quello 2008 per 1014011 €, mentre per quello del 2009, a causa del sisma del 6 aprile 2009 che ha colpito la città di L'Aquila, secondo una pubblicazione della Direzione Generale, era prevista una forte perdita.
Il piano di fusione, attuato dal 1º gennaio 2015, con gli altri vettori controllati dalla Regione Abruzzo quali Sangritana e GTM ha portato alla nascita della società unica abruzzese dei trasporti (TUA).

### Sede
Le sedi operative erano ubicate, oltre che nei quattro capoluoghi di provincia, a L'Aquila, Pescara, Teramo e Chieti, anche ad Avezzano, Sulmona e Giulianova. Erano inoltre presenti depositi aziendali, oltre che nelle località dove si trovano anche sedi operative, ad Atri, L'Aquila, Penne, Castilenti, Ortona, Torre de' Passeri, Lecce dei Marsi, Villavallelonga e Trasacco

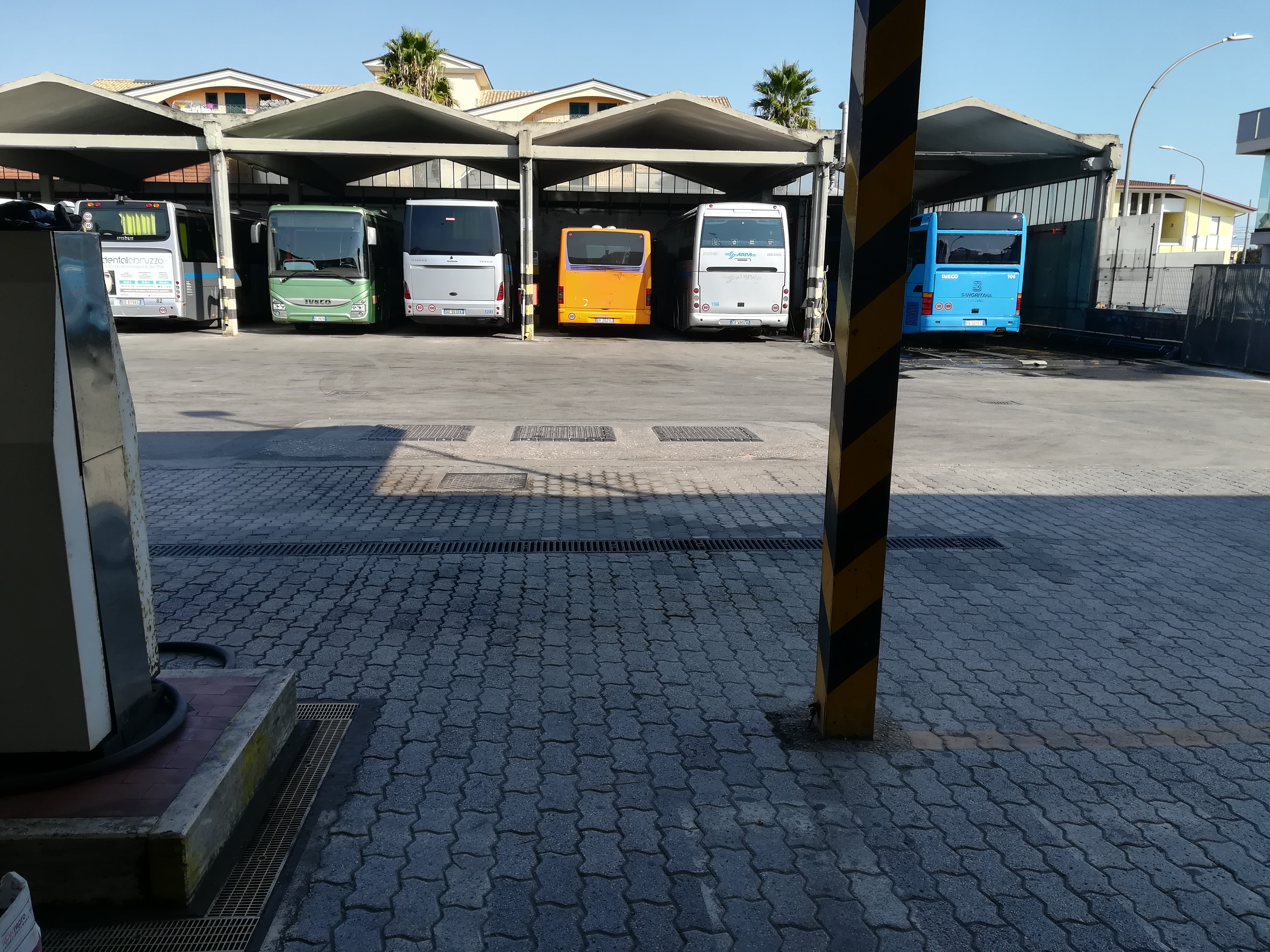
Piazzale Nord Unità di Produzione di Giulianova (Ora di TUA spa)

### Esercizio
L'ARPA gestiva:
- Linee a carattere suburbano in concessione regionale
- Linee extraurbane regionali
- Linee extraurbane statali
- Attività di noleggio autobus